# Université d'État Morgan
L'université d'État Morgan (en anglais : Morgan State University ou MSU) est une université américaine située à Baltimore dans le Maryland.

## Personnalités liées à l'université

### Professeurs
- Haki R. Madhubuti
- Rosalyn Terborg-Penn

### Étudiants
- Anna E. Cooper
- Mfon Essien
- Zora Neale Hurston
- Valerie Thomas

## Source
- (en) Cet article est partiellement ou en totalité issu de l’article de Wikipédia en anglais intitulé « Morgan State University » (voir la liste des auteurs).